# Yalta
Yalta (phiên âm Tiếng Việt: I-an-ta ; Tiếng Nga: Ялта, Tiếng Krym Tatar: Yalta) là một thành phố của Krym, hiện nay thuộc Nga kiểm soát, trên bờ bắc của biển Đen.
Thành phố này thuộc vùng thuộc địa cũ của Hy Lạp và được cho rằng thành lập bởi các thủy thủ Hy Lạp, những người tìm kiếm bờ biển an toàn để cập bến. Thành phố nằm cạnh một vịnh sâu hướng thằng về phía nam biển Đen, xung quanh được bao bọc bởi núi rừng. Vùng này sở hữu khí hậu Địa Trung Hải ấm áp với các vườn nho và cây ăn quả ở các vùng lân cận thành phố.
Thuật ngữ "Yalta mở rộng" dùng để chỉ phần duyên hải của Krym kéo dài từ Foros ở phía tây đến Gurzuf ở phía đông, bao gồm Yalta và các đô thị kế cận.
Đây là nơi tổ chức hội nghị Yalta giữa Mỹ, Anh và Liên Xô năm 1945 nhằm thiết lập trật tự thế giới mới - trật tự hai cực Yalta khi mà kết cục chiến tranh thế giới lần thứ hai đã ngã ngũ.

## Khí hậu
| Dữ liệu khí hậu của Yalta               | Dữ liệu khí hậu của Yalta | Dữ liệu khí hậu của Yalta | Dữ liệu khí hậu của Yalta | Dữ liệu khí hậu của Yalta | Dữ liệu khí hậu của Yalta | Dữ liệu khí hậu của Yalta | Dữ liệu khí hậu của Yalta | Dữ liệu khí hậu của Yalta | Dữ liệu khí hậu của Yalta | Dữ liệu khí hậu của Yalta | Dữ liệu khí hậu của Yalta | Dữ liệu khí hậu của Yalta | Dữ liệu khí hậu của Yalta |
| Tháng                                   | 1                         | 2                         | 3                         | 4                         | 5                         | 6                         | 7                         | 8                         | 9                         | 10                        | 11                        | 12                        | Năm                       |
| --------------------------------------- | ------------------------- | ------------------------- | ------------------------- | ------------------------- | ------------------------- | ------------------------- | ------------------------- | ------------------------- | ------------------------- | ------------------------- | ------------------------- | ------------------------- | ------------------------- |
| Cao kỉ lục °C (°F)                      | 17.8 (64.0)               | 19.0 (66.2)               | 27.8 (82.0)               | 28.5 (83.3)               | 33.0 (91.4)               | 34.2 (93.6)               | 39.1 (102.4)              | 39.1 (102.4)              | 35.0 (95.0)               | 31.5 (88.7)               | 25.3 (77.5)               | 22.8 (73.0)               | 39.1 (102.4)              |
| Trung bình ngày tối đa °C (°F)          | 7.1 (44.8)                | 7.1 (44.8)                | 9.5 (49.1)                | 14.4 (57.9)               | 19.8 (67.6)               | 24.7 (76.5)               | 28.3 (82.9)               | 28.4 (83.1)               | 23.4 (74.1)               | 17.8 (64.0)               | 12.4 (54.3)               | 8.6 (47.5)                | 16.8 (62.2)               |
| Trung bình ngày °C (°F)                 | 4.4 (39.9)                | 4.0 (39.2)                | 6.1 (43.0)                | 10.7 (51.3)               | 15.8 (60.4)               | 20.6 (69.1)               | 24.1 (75.4)               | 24.1 (75.4)               | 19.3 (66.7)               | 14.2 (57.6)               | 9.2 (48.6)                | 5.9 (42.6)                | 13.2 (55.8)               |
| Tối thiểu trung bình ngày °C (°F)       | 2.3 (36.1)                | 1.6 (34.9)                | 3.5 (38.3)                | 7.7 (45.9)                | 12.6 (54.7)               | 17.2 (63.0)               | 20.5 (68.9)               | 20.5 (68.9)               | 15.9 (60.6)               | 11.2 (52.2)               | 6.7 (44.1)                | 3.7 (38.7)                | 10.3 (50.5)               |
| Thấp kỉ lục °C (°F)                     | −12.2 (10.0)              | −12.3 (9.9)               | −7.3 (18.9)               | −3.8 (25.2)               | 2.8 (37.0)                | 7.8 (46.0)                | 12.2 (54.0)               | 8.9 (48.0)                | 3.9 (39.0)                | −1.1 (30.0)               | −8.9 (16.0)               | −7.4 (18.7)               | −12.3 (9.9)               |
| Lượng Giáng thủy trung bình mm (inches) | 76 (3.0)                  | 60 (2.4)                  | 51 (2.0)                  | 33 (1.3)                  | 34 (1.3)                  | 36 (1.4)                  | 31 (1.2)                  | 46 (1.8)                  | 42 (1.7)                  | 53 (2.1)                  | 68 (2.7)                  | 83 (3.3)                  | 613 (24.1)                |
| Số ngày mưa trung bình                  | 14                        | 12                        | 13                        | 12                        | 11                        | 10                        | 8                         | 7                         | 10                        | 10                        | 12                        | 15                        | 134                       |
| Số ngày tuyết rơi trung bình            | 6                         | 6                         | 4                         | 0.2                       | 0                         | 0                         | 0                         | 0                         | 0                         | 0                         | 1                         | 3                         | 20                        |
| Độ ẩm tương đối trung bình (%)          | 76                        | 73                        | 73                        | 72                        | 69                        | 68                        | 62                        | 61                        | 65                        | 71                        | 75                        | 75                        | 70                        |
| Số giờ nắng trung bình tháng            | 73                        | 79                        | 135                       | 180                       | 237                       | 286                       | 316                       | 290                       | 235                       | 166                       | 99                        | 67                        | 2.163                     |
| Nguồn 1: Pogoda.ru.net                  |                           |                           |                           |                           |                           |                           |                           |                           |                           |                           |                           |                           |                           |
| Nguồn 2: NOAA (nắng 1961–1990)          |                           |                           |                           |                           |                           |                           |                           |                           |                           |                           |                           |                           |                           |